# Les Rognes
Pour les articles homonymes, voir Rognes (homonymie).
Les Rognes sont une montagne de France, dans le massif du Mont-Blanc, en Haute-Savoie.

## Géographie
La montagne se présente sous la forme d'une crête de plus d'un kilomètre et demi de longueur entre le Désert de Pierre Ronde au sud et des pentes escarpées au-dessus des Houches et appelées Dérochoir au nord. Elle culmine à 2 853 mètres d'altitude et descend progressivement jusqu'au Nid d'Aigle à 2 372 mètres d'altitude. Au milieu de la crête se trouve le col des Rognes à 2 685 mètres d'altitude. La baraque forestière des Rognes à 2 768 mètres d'altitude est accessible par le sentier de randonnée venant du Nid d'Aigle et en direction des refuges de Tête-Rousse et du Goûter puis du sommet du mont Blanc ; un autre sentier venant du col du Mont-Lachat franchit la crête des Rognes au niveau de la baraque forestière. Le tramway du Mont-Blanc passe au pied des Rognes dans les dernières centaines de mètres de son parcours.

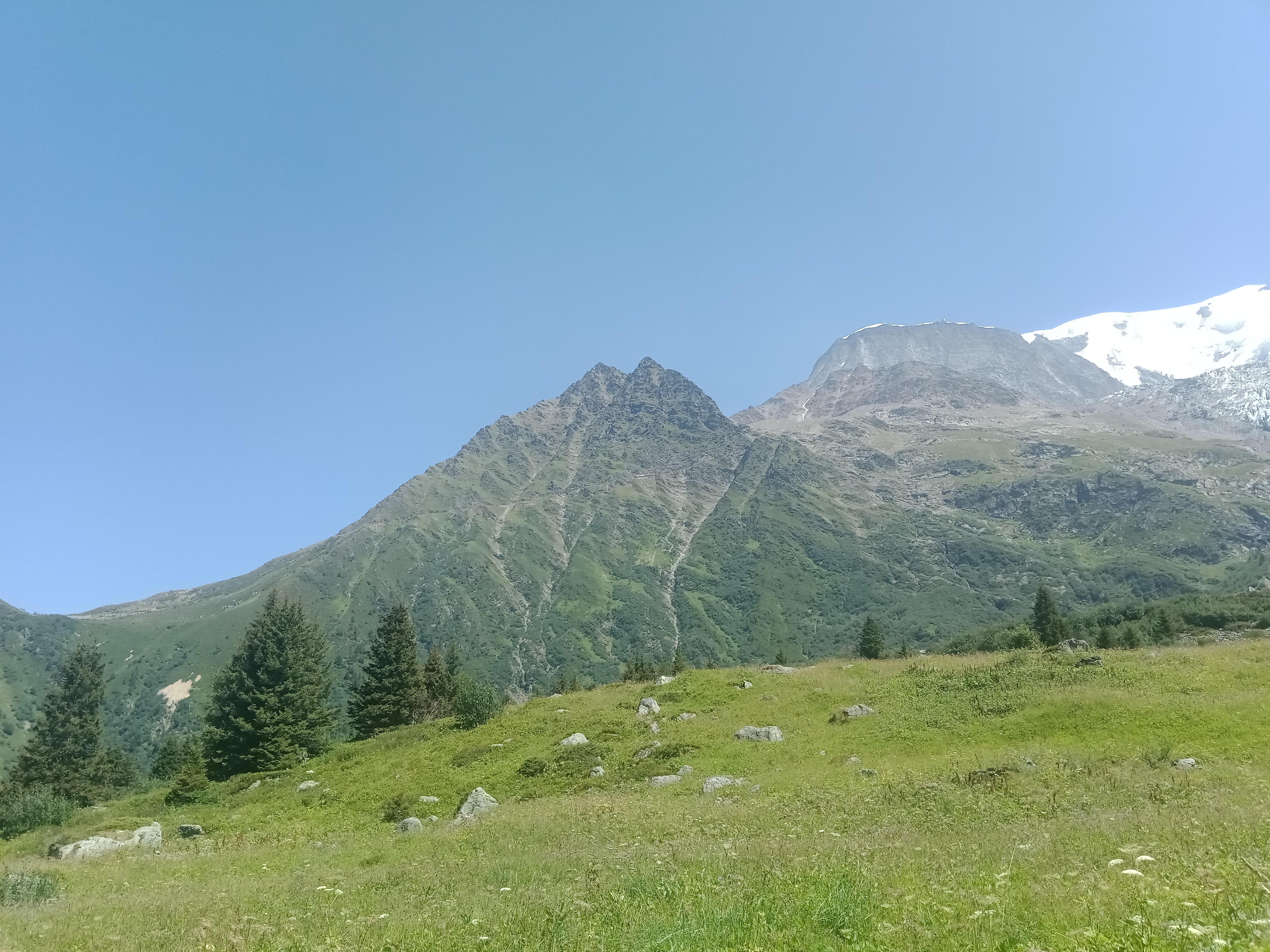
Les Rognes et à droite l'aiguille du Goûter depuis la combe de Tricot au sud.

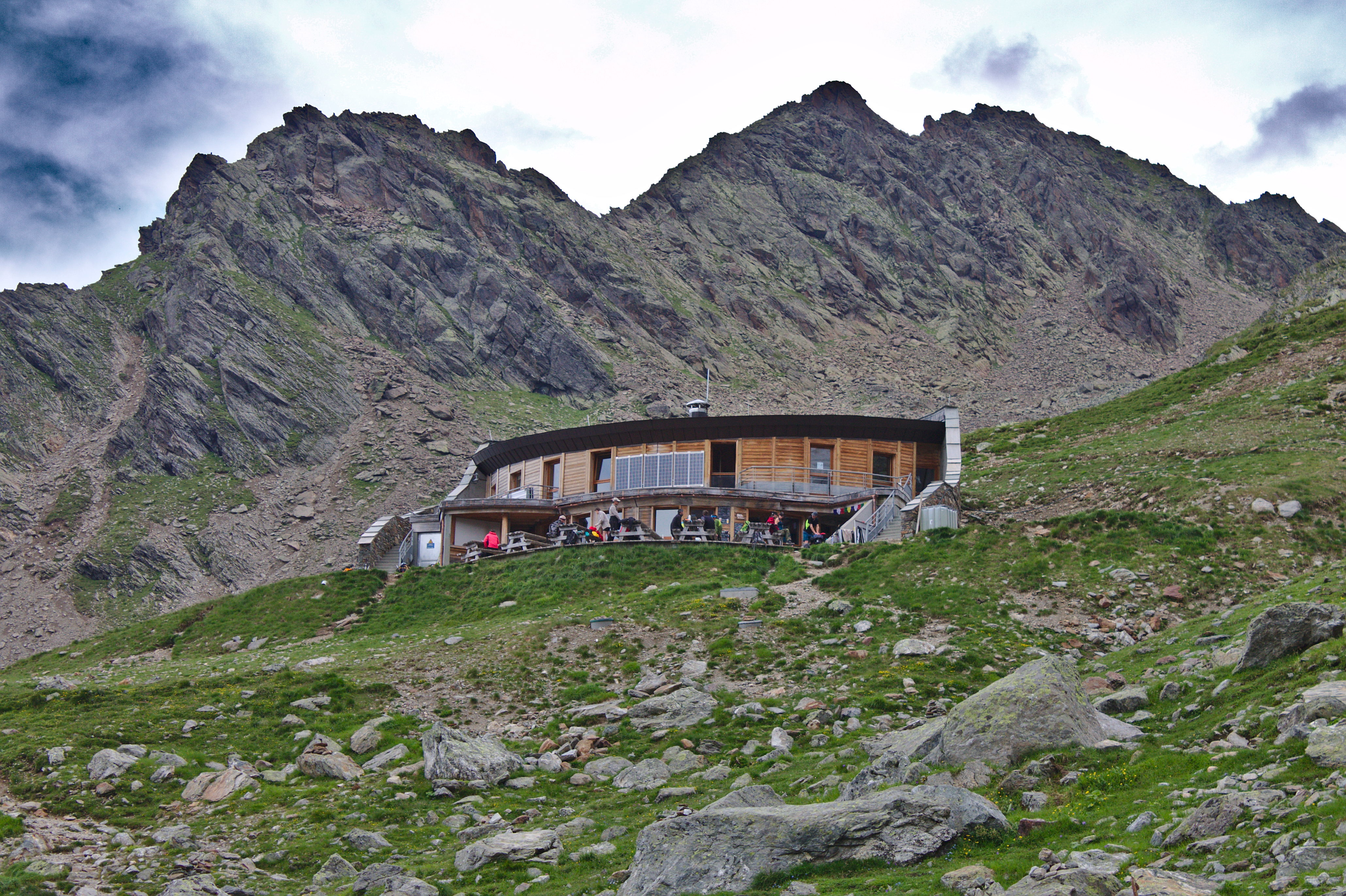
Le refuge du Nid-d'Aigle dominé par les Rognes.